# Новик, Антон Юльянович
Антон Юльянович Новик (род. 15 июня 1953) — советский самбист, чемпион и призёр чемпионатов СССР, чемпион Европы, обладатель Кубка мира, победитель соревнований «Дружба-84», Заслуженный мастер спорта СССР, Заслуженный работник физической культуры и спорта Республики Беларусь, судья международной категории.
Полковник милиции, доцент кафедры профессионально-прикладной физической подготовки Академии МВД Республики Беларусь, тренер. Воспитал более полусотни мастеров спорта по самбо, дзюдо, самозащите, пятерых мастеров спорта международного класса, среди них чемпионы Европы и мира. Одним из его известных воспитанников является Андрей Орловский. Под руководством Антона Новика сборная МВД Белоруссии выиграла чемпионат Европы среди полицейских.

## Спортивные результаты
- Чемпионат СССР по самбо 1976 года — ;
- Чемпионат СССР по самбо 1977 года — ;
- Чемпионат СССР по самбо 1978 года — ;
- Борьба самбо на летней Спартакиаде народов СССР 1979 года — ;
- Чемпионат СССР по самбо 1980 года — ;
- Чемпионат СССР по самбо 1981 года — ;
- Чемпионат СССР по самбо 1982 года — .